# Alaska pollock
Alaska pollock (Gadus chalcogrammus) är en torskfisk i norra Stilla Havet, Berings Hav och nordöstra Atlanten, även kallad stillahavsbleka, alaskasej och stillahavslyra. Svenska livsmedelsverket förordar trivialnamnet alaska pollock.

## Taxonomi
Efter studier på mitokondriellt DNA utförda av Ursvik et al. har arterna Theragra chalcogramma (som denna art tidigare kallades) slagits ihop med Theragra finnmarchica under namnet Gadus chalcogrammus, vilket innebär att den överförts till släktet Gadus, samma släkte som torsk. De gamla arterna betraktas numera som ogiltiga synonymer. FAO benämner dock fortfarande de två tidigare arterna vid deras ursprungliga namn, Theragra chalcogramma och Theragra finnmarchica.

## Beskrivning
Alaska pollock är en långsmal torskliknande fisk, som är mörk med rödbruna fenor och stora ögon. Den har två separata analfenor och tre separata ryggfenor. Ryggen är olivgrön till brun medan sidorna är silverfärgade vilket bleknar mot buken. Färgteckningen är ofta spräcklig. Arten blir som störst cirka 90 cm, med en vikt på cirka 3,9 kg.

## Utbredning
Alaska pollock lever längs kusterna i norra Stilla Havet och Berings Hav, ned till Japan och mellersta Kalifornien, samt sparsamt utanför Norges kust.

## Ekologi
Alaska pollock lever kustnära ned till omkring 1 400 meters djup (vanligen mellan 30 och 400 meter). Den är vanligen bottenlevande men förekommer också nära ytan och den företar dagliga vandringar mellan yta och botten. Fisken kan också leva i bräckt vatten och förekommer även i närheten av flodmynningar.

### Föda
Arten lever främst av lysräkor, men den tar också fisk och skaldjur. Ungfiskarna tar främst hoppkräftor, både de fullbildade djuren och deras ägg.

## Fortplantning
Arten blir könsmogen vid 3 till 4 års ålder. Under leken samlas fisken i stim på 50 till 250 meters djup. Fisken växer snabbt, och blir vanligtvis 14 till 15 år gammal. Som mest kan den bli 28 år.

## Människan och Alaska pollock

### Status och hot
Alaska pollock anses vara en av världens mest fångade matfiskar. Få individer fångas dock i nordöstra Atlanten, och arten är klassificerad som nära hotad i Norge. Även i Berings hav är fisken hotad.

### Kommersiell betydelse
Alaska pollock är en av världens största kommersiella bottenfiskresurser. Arten fiskas främst med trål. Fångsten säljs färsk, filead, frusen och i form av surimi (exempelvis crabsticks). Lekande honor fångas även för rommens skull.